# YO-HEI
YO-HEI（よーへい、11月15日 - ）は、神奈川県出身の作曲家、編曲家。作家名は志緒川洋平。血液型はA型。

## 来歴
- 1994年 - 関東を中心に活動していたソフトヴィジュアル系バンド・SOLIDにギタリストとして加入。
- 1997年 - ボーカリスト・Kyoのソロプロジェクトのギタリストとして、ファンクラブイベントを含む東京公演（4公演・ファイナルは渋谷公会堂）と全国ツアー（全17箇所・ファイナルは渋谷公会堂）のライブに参加。
- 1998年 - Kyoのavex移籍第一弾シングル『LISTEN to ME』のレコーディングにギタリストとして参加。同年、SOLIDがDANGER CRUE RECORDSと契約。
- 1999年
  - 1月 - SOLID 1stアルバム『HYBRID SIDE』、5月 - SOLID 1stシングル『Light and shade』、8月 - SOLID 2ndシングル『SET ME FREE』発売。
- 2000年3月 - SOLID 3rdシングル『I say』発売。
- 2001年3月 - SOLID解散。
- 2005年2月 - 広瀬さとし率いるVELVET SPIDERのツアーにサポートギタリストとして参加。ゲストボーカルとしてKyoも参加。
- 2007年
  - 7月 - 志緒川洋平名義にて、サウンドトラック『どきどき魔女神判! ORIGINAL SOUND TRACK』（ビーエムドットスリー）発売。
  - 10月 - ソロデビューシングル『Existence』(DRAGON GATE RECORDS)発売。
- 2008年7月 - 志緒川洋平名義にて、サウンドトラック『どきどき魔女神判2 ORIGINAL SOUND TRACK』(ティームエンタテインメント)発売。
- 2009年4月 - ソロデビューアルバム『Rebinder』(DRAGON GATE RECORDS)発売。
- 2010年11月 - ex.SOLIDのボーカリスト・Akiをフィーチャーし、YO-HEI feat.Aki名義にて、シングル『Risefull』(DRAGON GATE RECORDS)発売。
- 2011年3月 - YO-HEI feat.Aki 2ndシングル『GLITTER』(DRAGON GATE RECORDS)発売。

現在は、元CLOSEのNAOHIROらと共に御剣-Mitsurugi-、元LAZY KNACK・YUNAHらと共にKUZYAKUで活動。